# 1932 في تركيا
فيما يلي قوائم الأحداث التي وقعت خلال عام 1932 في تركيا.

## سياسة

### انتهاء فترة المنصب
- 4 ديسمبر – سميح رفعت بك الخروسجي عضو في البرلمان التركي.

## مواليد

### يناير
- 1 يناير – أحمد بيرمان لاعب كرة قدم تركي.
- 1 يناير – حيرام عباس

### فبراير
- 24 فبراير – إدوارد برونر دبلوماسي سويسري.

### مارس
- 4 مارس – أكرم بورا ممثل تركي.

### مايو
- 15 مايو – تورغاي سيرين حارس كرة قدم تركي.

### يونيو
- 27 يونيو – ماجلي نويل

### أغسطس
- 17 أغسطس – أهمت مكين ممثل تركي.

### سبتمبر
- 17 سبتمبر – يالتشين جرانيت لاعب كرة سلة تركي.

### أكتوبر
- 15 أكتوبر – معمر سن ملحن تركي.

## وفيات

### يناير
- 1 يناير – علي رضا باشا (مواليد 1860)

### فبراير
- 2 فبراير – آغا بطرس (مواليد 1880) سياسي تركي.
- 13 فبراير – إغناطيوس إلياس الثالث (مواليد 1867)
- 18 فبراير – نور الدين باشا (مواليد 1873) نور الدين كونيار.

### نوفمبر
- 20 نوفمبر – فاطمة سلطان بنت مراد (مواليد 1879) ابنة السلطان مراد الخامس.
- 29 نوفمبر – عبد الله جودت (مواليد 1869) مفكر وطبيب عثماني ثم تركي.

### ديسمبر
- 4 ديسمبر – سميح رفعت بك الخروسجي (مواليد 1875) سياسي عثماني ثم تركي.